# Paraguay hadereje
A paraguayi haderő a szárazföldi haderőből, a légierőből, valamint egy folyami flottillából áll.

## Fegyveres erők létszáma
- Aktív: 18 600 fő
- Szolgálati idő a sorozottaknak: 12 hónap
- Tartalékos: 164 500 fő

## Szárazföldi haderő
Létszám
14 900 fő
Állomány
- 3 hadtest törzs
- 9 hadosztály törzs
- 9 gyalogos zászlóalj
- 3 lovas ezred
- 3 gépesített felderítő ezred
- 3 tüzér csoport
- 4 műszaki zászlóalj
- Elnöki Gárda (2 zászlóalj)
- 20 határőr század

Tartalék
- 14 gyalogos ezred
- 4 lovas ezred

Felszerelés
- 12 db harckocsi (M-4A3)
- 45 db felderítő harcjármű
- 15 db páncélozott szállító jármű
- 22 db vontatásos tüzérségi löveg

## Légierő
Létszám
1700 fő
Állomány
- 1 vadászrepülő század
- 1 más harci feladatú század
- 1 szállító repülő század

Felszerelés
- 28 db harci repülőgép (F-5E/F)
- 14 db szállító repülőgép
- 14 db helikopter

## Folyami flottilla
Létszám
2000 fő
Felszerelés
- 15 db hadihajó
- 7 db repülőgép
- 3 db helikopter